# Vicious
Vicious — будущий американский фильм ужасов режиссёра Брайана Бертино по его же сценарию. Главную роль в нём исполняет Дакота Фэннинг.
Выхода фильма был назначен на 2025 год, но позднее фильм был удалён из графика релизов студии Paramount Pictures.

## Сюжет
Девушка получает странный подарок от позднего посетителя и вскоре она понимает, что вынуждена бороться за свою жизнь, провалившись в тревожную кроличью нору, содержащуюся внутри подарка.

## В ролях
- Дакота Фэннинг
- Кэтрин Хантер
- Мэри Маккормак
- Рейчел Бланчард
- Девин Некода
- Клеа Скотт
- Эмили Митчелл

## Производство
В феврале 2024 года стало известно, что в производстве студии Paramount Pictures находится фильм ужасов под названием Vicious, режиссёром и автором сценария которого стал Брайаном Бертино. Главную роль получила Дакота Фэннинг. Основные съёмки должны пройти в Оттаве, с 22 марта по 10 мая 2024 года.
В апреле актерский состав пополнили Кэтрин Хантер, Мэри Маккормак, Рэйчел Бланчард, Девин Некода, Клеа Скотт и Эмили Митчелл.
Точная дата выхода фильма неизвестна. Первоначально премьера фильма в США была запланирована на 8 августа 2025 года. Позднее премьера была перенесена на более раннюю дату — 28 февраля 2025 года. В декабре 2024 фильм был исключён из графика релизов Paramount Pictures